# Nhà thuốc Long Châu
Nhà thuốc Long Châu là thương hiệu trực thuộc Công ty cổ phần bán lẻ kỹ thuật số FPT – thành viên Tập đoàn FPT, hệ thống Nhà thuốc Long Châu là một trong những chuỗi bán lẻ dược phẩm  tại Việt Nam.

## Lịch sử hình thành
- Năm 2021, hệ thống nhà thuốc vượt mốc 600 nhà thuốc tại 53 tỉnh thành trên toàn quốc.[1]
- Năm 2022, chuỗi nhà thuốc Long Châu đã chính thức cán mốc 1.000 nhà thuốc[2] trên toàn quốc tính đến đầu tháng 12 năm 2022. Vào ngày 2/12/2022, khai trương nhà thuốc thứ 1.000 tại Thành phố Hồ Chí Minh.
- Năm 2024, chuỗi nhà thuốc Long Châu đã đạt con số 1493 nhà thuốc trên toàn quốc.

## Hoạt động kinh doanh
Tính đến tháng 12/2022, nhà thuốc Long Châu đã chính thức cán mốc 1.000 nhà thuốc trên toàn quốc, doanh thu đạt 3.977 tỷ đồng, chiếm 18% tổng doanh thu FPT Retail.

## Bê bối
- 4/2022, nhà thuốc FPT Long Châu tại thị trấn Di Linh, Lâm Đồng) bị phạt 6 triệu đồng do niêm yết giá không đúng theo quy định.[4]
- 02/08/2022 Nhà thuốc Long Châu 576 bị Thanh tra Sở Y tế tỉnh Lâm Đồng xử phạt 20 triệu đồng do một số lỗi trong đó có việc để lẫn sản phẩm không phải là thuốc cùng với thuốc.[5]
- 31/8/2022, Trung tâm kiểm nghiệm Thuốc, Mỹ phẩm, Thực phẩm Đắk Lắk có báo cáo về kết quả kiểm nghiệm sản phẩm Nước muối Vĩnh Phúc lấy mẫu tại Công ty CP Dược phẩm FPT Long Châu – Nhà thuốc Long Châu 673 (Đắk Lắk) không đáp ứng yêu cầu chất lượng về giới hạn vi sinh vật trong mỹ phẩm nên sản phẩm này bị đình chỉ lưu hành, thu hồi trên toàn quốc.[5]
- 10/2022 Nhà thuốc Long Châu 629  tại Lâm Đồng Thanh tra Sở Y Tế quyết định xử phạt số tiền 12 triệu do người phụ trách chuyên môn của sơ sở bán lẻ thuốc vắng mặt trong thời gian hoạt động của cơ sở dược mà không thực hiện việc ủy quyền theo quy định của pháp luật, thêm vào đó, cơ sở đã niêm yết giá bán lẻ thuốc không đầy đủ.[5]
- 22/9/2022 Nhà thuốc Long Châu 396 bị Sở y tế Hà Nội ra quyết định xử phạt hành chính  34 triệu đồng vì bán thuốc kê đơn khi không có đơn thuốc và niêm yết giá thuốc không đầy đủ theo quy định.[4] Nhà thuốc Long Châu (244 phố Minh Khai, phường Minh Khai, quân Hai Bà Trưng, Hà Nội) cũng bị Thanh tra Sở Y tế Hà Nội xử phạt vì bán thuốc kháng sinh, thuốc kê đơn mà không có đơn của bác sĩ[6]
- 24/10/2022 Nhà thuốc số 870 thuộc Công ty Cổ phần Dược phẩm FPT Long Châu tại Sơn La bị lực lượng Quản lý thị trường tỉnh Sơn La xử phạt 19 triệu đồng vì vi phạm niêm yết giá bán lẻ.[4]
- 07/12/2022 Cục An toàn thực phẩm đưa ra cảnh báo về việc website nhathuoclongchau.com quảng cáo sản phẩm thực phẩm bảo vệ sức khỏe gây hiểu nhầm.[5]
- 1/2023 Cục Quản lý Dược - Bộ Y tế có kết luận thanh tra về nhiều sai phạm của Nhà thuốc Long Châu 632 tại Khánh Hòa về quy trình thao tác sơ sài, chưa có quy trình sắp xếp trình bày, quy trình vệ sinh nhà thuốc, Quy trình theo dõi phản ứng có hại của thuốc (ADR), sai lệch thông tin về số lượng, không cập nhật số lô và hạn dùng của thuốc trên phần mềm quản lý.[7][8]
- 14/1/2023 Thanh tra Sở Y tế TP HCM đã công bố danh sách xử phạt vi phạm hành chính lĩnh vực Dược - Mỹ phẩm - Trang thiết bị y tế trong đó có FPT Long Châu tại 176 Ông Ích Khiêm, phường 5, quận 11 do không tuân thủ các quy định về thực hành cơ sở bán lẻ thuốc và bị xử phạt 15 triệu đồng.[9]

## Thành tựu
- 12/2022, nhà thuốc Long Châu là chuỗi nhà thuốc đầu tiên được vinh danh Doanh nghiệp chuyển đổi số tiêu biểu.[10]
- 12/2022 Nhà thuốc FPT Long Châu được vinh danh "Top 10 Tin Dùng Việt Nam 2022".[11]
- Top 100 giải thưởng "Sản phẩm, dịch vụ uy tín chất lượng" do người tiêu dùng bình chọn (Hội Tiêu chuẩn và bảo vệ người tiêu dùng Việt Nam tổ chức)[12]
- 12/2021, Nhà thuốc Long Châu trở thành đối tác top đầu tại thị trường Việt Nam, đạt chứng nhận "Best Performance Partner" (chứng nhận đối tác chiến lược) và có kết quả kinh doanh dẫn đầu năm 2021.[13]
- 12/2022, chuỗi nhà thuốc đầu tiên đạt cột móc 1000 cửa hàng trên toàn quốc, phủ 63 tỉnh thành.